# Sociedad Estadounidense de Magos
La Society of American Magicians (en español Sociedad Estadounidense de Magos), o S.A.M. por sus siglas en inglés, es una de las tres sociedades de magia presentes en Estados Unidos reconocida por la Fédération Internationale des Sociétés Magiques (F.I.S.M.). Es considerada la fraternidad de magos más antigua en el mundo. Su propósito es "adelantar, alzar y preservar la magia como arte de performance." Para promover estos intentos S.A.M presenta premios y becas, como el logro de reconocimiento excepional en el arte de la magia.
La membresía de S.A.M está abierta a magos profesionales, magos aficionados, magos jóvenes, coleccionistas de magia, magos históricos, inventores de magia, fabricantes de artículos de magia y distribuidores. Más de 30.000 personas en todo el mundo han sido miembros, y actualmente S.A.M tiene 5.000 miembros en todo el mundo. El presidente actual es Kenrick "ICE" McDonald, mientras que el expresidente George Schindler es el actual decano.

## Historia
Fundada el 10 de mayo de 1902, en la trastienda de "Martinka's magic shop" en Nueva York, la sociedad se expandió bajo el mando de Harry Houdini durante su mandato como Presidente Nacional desde 1917-1926. Houdini intentó crear una red nacional unificada, de magos profesionales y aficionados. 
Para la mayor parte de 1916, mientras de su viaje del vodevil, Houdini, a su propio costo, había estado reclutando clubes mágicos locales para afiliarse al SAM en un intento de revivificar lo que sintió era una organización débil. Houdini persuadió grupos en Búfalo, Detroit, Pittsburgo y Kansas City a unirse. Como había pasado en Londres, Houdini persuadió a magos a unirse. El club de Búfalo se unió como la primera rama, (más tarde asamblea) de la Sociedad. La Asamblea de Chicago núm. 3 era, ya que el nombre implica, el tercer club regional para ser establecido por el S.A.M., cuyas asambleas ahora número en cientos. En 1917, firmó el estatuto de Three del Número de la Asamblea, y ese estatuto y este club siguen proveyendo a magos de Chicago de una conexión el uno con el otro y con su pasado. Houdini cenó con, dirigido, y consiguió promesas de clubes similares en Detroit, Rochester, Pittsburgo, Kansas City, Cincinnati y en otra parte. Esto estaba el movimiento más grande alguna vez en la historia de magia. En sitios donde ningunos clubes existieron, acorraló a magos individuales, los introdujo el uno en el otro y los impulsó en el pliegue. Hacia el final de 1916, los clubes de los magos en San Francisco y otras ciudades que Houdini no había visitado ofrecían hacerse asambleas. Había creado la organización de sobrevivencia más rica y más larga de magos en el mundo.
El SAM ahora abarca más de 5.000 miembros y casi 300 asambleas en todo el mundo. En julio de 1926, Houdini fue elegido por la novena vez consecutiva Presidente de la sociedad de magos americanos. Todos los otros presidentes solo fueron elegidos una vez. También fue Presidente del Club de Magos de Londres.
Sociedad de Magos Americanos Salón de la fama y Museo de Magia, Los Ángeles, CA cerró temporalmente debido a un incendio, contaminación y constante litigios. Después de su desastroso incendio, los artefactos del museo continuaron siendo exhibidos en el Whittier Museum durante seis meses a partir de septiembre del año 2012.
La organización rindió homenaje a Harry Houdini, con una ceremonia de varita rota (broken wand ceremony) en el aniversario de su muerte (Calendario judió) en su tumba en Machpelah Cemetery en Ridgewood, Queens, New York City.

## La Sociedad de Magos Jóvenes
La sociedad de jóvenes magos SYM (Siglas en inglés) es una organización dedicada a ayudar a los magos, edad de 7 a 17 años. La sociedad de jóvenes magos tiene clubes, conocido como "asambleas" que se encuentra en todo el mundo; estas asambleas son comúnmente conjuntamente asociados con un adulto SAM general. Cuando un miembro se convierte 18, que pasen a ser miembros de pleno derecho en la Sociedad Americana de los Magos.
El propósito de la sociedad de jóvenes magos es promover el interés en la magia como un pasatiempo que desarrolla habilidades y autoconfianza, la habilidad para hablar en público, la disciplina que viene de aprender, practicar y realizar la magia y un sentido de servicio a los demás por medio de ayudar a otros a aprender magia y realizando magia en eventos de caridad.
La Sociedad de magos Jóvenes tiene casi 100 cabildos locales, o asambleas, alrededor del lmundo. Sociedad de Magos americanos supervisan e instruyen a miembros del SYM.
Jann Goodsell es el director Nacional de SYM.Los medios de comunicación principales del SYM entre sus miembros son su e-zine, "El Símbolo Mágico".

## Convenciones
La convención nacional de S.A.M. se celebra anualmente, generalmente el cuarto fin de semana de julio.

## Publicaciones
- M-U-M, es una revista impresa mensual publicada por la S.A.M. M-U-M representa "Magia, Unidad, Fuerza", eslogan de la S.A.M